# Edgemoor (Delaware)
Edgemoor je naseljeno područje za statističke svrhe u američkoj saveznoj državi Delaware. Prema popisu stanovništva iz 2010. u njemu je živjelo 5.677 stanovnika.